# Peugeot Scoot'elec
Le Scoot'elec est un scooter électrique fabriqué par Peugeot Motocycles.
Lancé en 1996, le Scoot'elec a pour base le Zenith, le cadre ayant toutefois été modifié pour accueillir les trois batteries.

## Caractéristiques
Le Scoot'elec pèse 115 kg, a une autonomie de 40 à 45 km à 45 km/h et même jusqu'à 60 km à 30 km/h. Ce scooter 2 places possède un centre de gravité très bas, il est donc très maniable.
Les batteries NiCad ont une longévité sans équivalent dans le monde des scooters électriques.
En 2006, Peugeot a vendu les derniers exemplaires, considérant que le scooter électrique n'avait pas d'avenir.
En 2012, Peugeot Motocycles sort un nouveau scooter électrique, le E-Vivacity.